# Shinisaurus crocodilurus
El lagarto cocodrilo (Shinisaurus crocodilurus) es una especie de saurópsido (reptil) escamoso autóctono de China, el único perteneciente al género Shinisaurus, de la familia Shinisauridae.